# Kenrich Williams
Kenrich Lo Williams (Waco, 2 de dezembro de 1994) é um jogador norte-americano de basquete profissional que atualmente joga no Oklahoma City Thunder da National Basketball Association (NBA).
Ele jogou basquete universitário em TCU.

## Carreira no ensino médio
Williams frequentou a University High School em Waco, Texas. Em seu último ano, Williams teve médias de 14,6 pontos, 9,9 rebotes e 2,1 roubos de bola. Ele ganhou o prêmio de Jogador Defensivo do Ano do Distrito após levar a equipe a um recorde de 28–5. Saindo do colégio, Williams não recebeu uma única oferta da Divisão I da NCAA.

## Carreira universitária
Williams frequentou o New Mexico Junior College e teve médias de 10,1 pontos e 6,9 rebotes em sua temporada de calouro. No fim da temporada, ele foi recrutado por TCU e teve médias de 8,6 pontos e 6,7 rebotes. Williams perdeu toda a temporada de 2015-16 devido a uma lesão no joelho que exigiu cirurgia, chamando-o de um dos anos mais difíceis de sua carreira no basquete.
Em seu quarto ano, Williams teve médias de 11,4 pontos e 9,7 rebotes. Ele teve 19 duplos-duplos, liderando a Big 12. Ele registrou 18 pontos e oito rebotes na vitória por 85-82 sobre Kansas nas quartas de final do Torneio da Big 12. Na segunda rodada do NIT, uma vitória por 86-68 sobre Richmond, Williams registrou o primeiro triplo-duplo da história de TCU com 11 pontos, 14 rebotes e 10 assistências. Depois de registrar 25 pontos e 12 rebotes na final do NIT contra Georgia Tech, Williams foi eleito o MVP do torneio.
Em sua última temporada, Williams teve médias de 13,2 pontos e 9,3 rebotes, ficando em segundo lugar na Big 12. Ele foi nomeado para a Segunda-Equipe da Big 12. Ele levou TCU a um recorde de 21–12 e uma vaga no Torneio da NCAA. Em seu último jogo, uma derrota por 57-52 para Syracuse, Williams marcou 14 pontos.

## Carreira profissional

### New Orleans Pelicans (2018–2020)
Depois de não ter sido selecionado no draft da NBA de 2018, Williams assinou com o Denver Nuggets para jogar na Summer League.
Em 24 de julho, Williams assinou um contrato de 2 anos e US$2.2 milhões com o New Orleans Pelicans. Em 17 de outubro de 2018, ele fez sua estreia na NBA em uma vitória sobre o Houston Rockets. Durante sua temporada de estreia, ele foi designado para o Westchester Knicks da G-League. Em 30 de janeiro de 2019, Williams registrou 21 pontos e três assistências, recordes da carreira, em uma derrota por 99-105 para o Denver Nuggets.

### Oklahoma City Thunder (2020–Presente)
Em 24 de novembro de 2020, Williams foi negociado com o Oklahoma City Thunder.
Em 20 de julho de 2022, Williams assinou uma extensão de contrato de 4 anos e US$ 27,2 milhões com o Thunder. Em 2 de março de 2023, o Thunder anunciou que Williams sofreu uma lesão no pulso esquerdo e se submeteria a uma cirurgia para resolver o problema, encerrando sua temporada de 2022–23.
Em 7 de fevereiro de 2023, LeBron James quebrou o recorde de pontuação de todos os tempos da NBA enquanto era defendido por Williams.
Em 18 de setembro de 2024, Williams passou por um procedimento de desbridamento artroscópico no joelho direito.

## Estatísticas da carreira

### NBA

#### Temporada regular
| Ano      | Equipe        | PJ  | PT | MPJ  | AP   | 3P   | LL   | RT  | AS  | BR  | TO | PPJ |
| -------- | ------------- | --- | -- | ---- | ---- | ---- | ---- | --- | --- | --- | -- | --- |
| 2018–19  | New Orleans   | 46  | 29 | 23.5 | .384 | .333 | .684 | 4.8 | 1.8 | 1.0 | .4 | 6.1 |
| 2019–20  | New Orleans   | 39  | 18 | 21.3 | .347 | .258 | .346 | 4.8 | 1.5 | .7  | .5 | 3.5 |
| 2020–21  | Oklahoma City | 66  | 13 | 21.6 | .533 | .444 | .571 | 4.1 | 2.3 | .8  | .3 | 8.0 |
| 2021–22  | Oklahoma City | 41  | 0  | 21.9 | .461 | .339 | .545 | 4.5 | 2.2 | .9  | .2 | 7.4 |
| 2022–23  | Oklahoma City | 53  | 10 | 22.8 | .517 | .373 | .436 | 4.9 | 2.0 | .8  | .3 | 8.0 |
| 2023–24  | Oklahoma City | 69  | 1  | 14.9 | .468 | .397 | .500 | 3.0 | 1.3 | .6  | .1 | 4.7 |
| Carreira | Carreira      | 314 | 71 | 21.0 | .451 | .357 | .513 | 4.3 | 1.8 | .7  | .3 | 6.2 |

#### Playoffs
| Ano  | Equipe        | PJ | PT | MPJ | AP   | 3P   | LL | RT  | AS | BR | TO | PPJ |
| ---- | ------------- | -- | -- | --- | ---- | ---- | -- | --- | -- | -- | -- | --- |
| 2024 | Oklahoma City | 7  | 0  | 4.5 | .250 | .000 | —  | 1.1 | .4 | .1 | .0 | .6  |

### Universidade
| Ano      | Equipe   | PJ  | PT | MPJ  | AP   | 3P   | LL   | RT  | AS  | BR  | TO  | PPJ  |
| -------- | -------- | --- | -- | ---- | ---- | ---- | ---- | --- | --- | --- | --- | ---- |
| 2014–15  | TCU      | 33  | 17 | 27.8 | .477 | .355 | .607 | 6.7 | 1.4 | .9  | 1.0 | 8.6  |
| 2016–17  | TCU      | 37  | 36 | 32.7 | .495 | .363 | .586 | 9.7 | 2.7 | 1.5 | .6  | 11.4 |
| 2017–18  | TCU      | 32  | 32 | 36.0 | .477 | .395 | .688 | 9.3 | 3.9 | 1.8 | .5  | 13.2 |
| Carreira | Carreira | 102 | 85 | 32.1 | .482 | .371 | .627 | 8.5 | 2.6 | 1.4 | .7  | 11.0 |

Fonte: